# Botanophila flavisquama
Botanophila flavisquama este o specie de muște din genul Botanophila, familia Anthomyiidae. A fost descrisă pentru prima dată de Stein în anul 1906. Conform Catalogue of Life specia Botanophila flavisquama nu are subspecii cunoscute.